# Cleve Livingston
Cleve Livingston, né le 24 mai 1947 à Los Angeles, est un rameur d'aviron américain. 

## Carrière
Cleve Livingston participe aux Jeux olympiques de 1972 à Munich et remporte la médaille d'argent avec le huit américain composé de Franklin Hobbs, Peter Raymond, Timothy Mickelson, Eugene Clapp, William Hobbs, Lawrence Terry, Michael Livingston et Paul Hoffman.